# Joint Direct Attack Munition

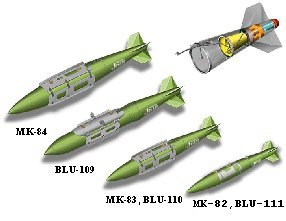
les différents types de bombes JDAM

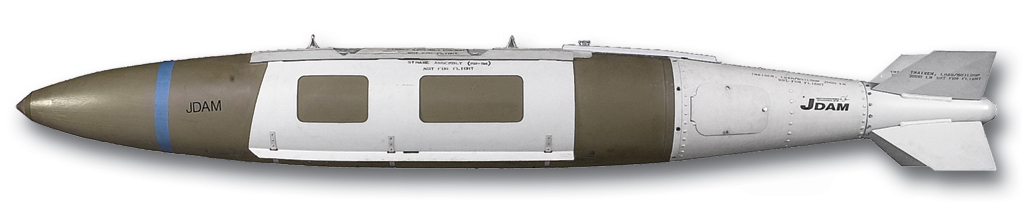
GBU-31, une bombe Mk 84 de 906 kg équipée d'un GPS

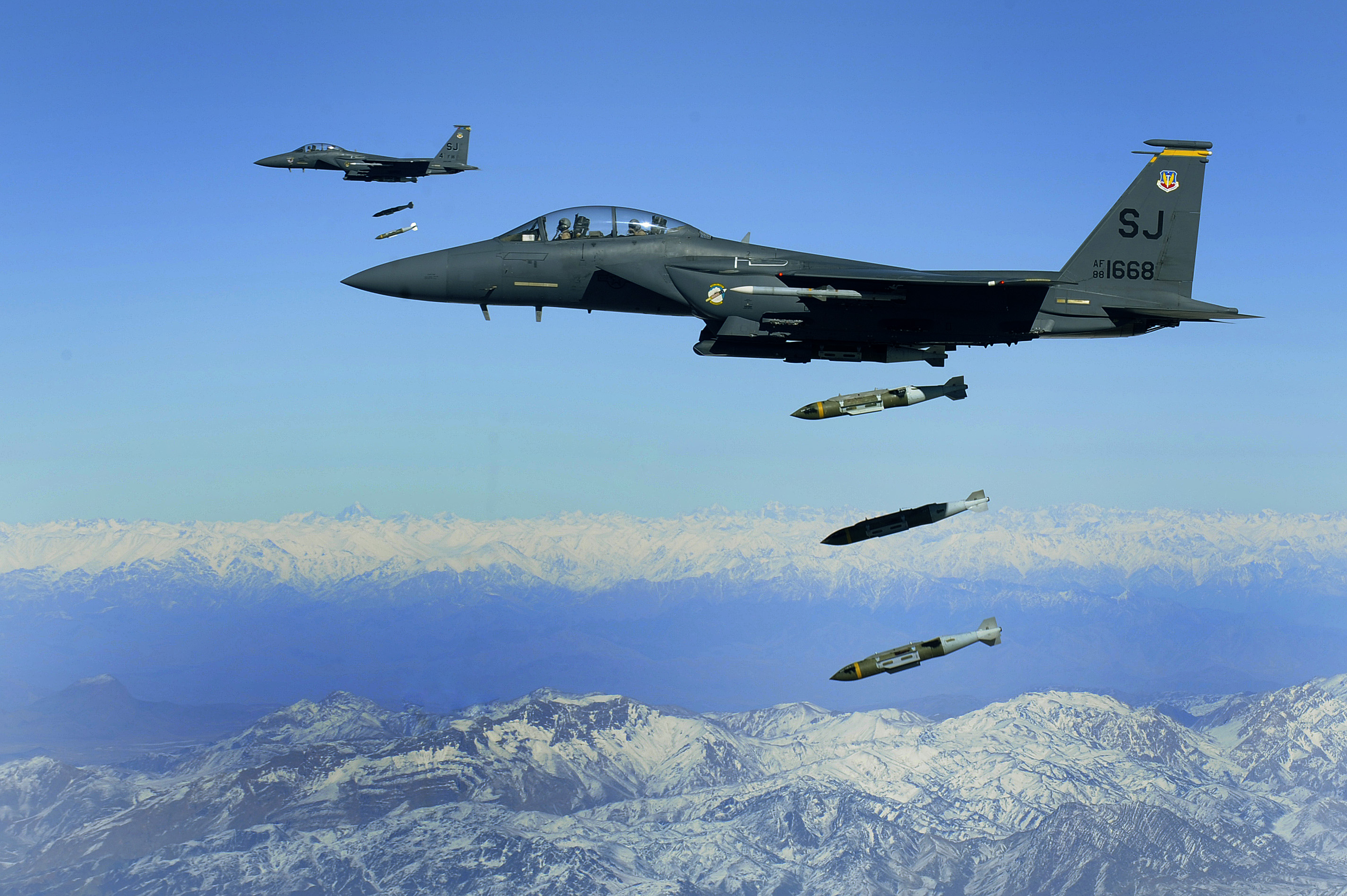
F-15E larguant des GBU-31 de 906 kg en 2009.

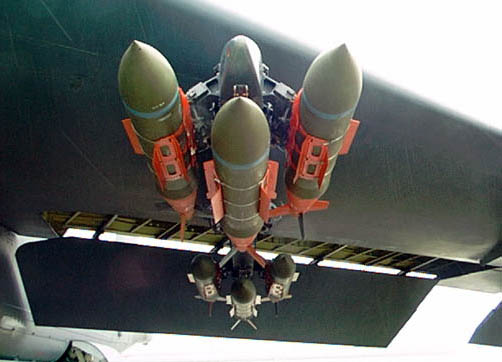
GBU-31(v)3/B sous l'aile d'un B-52

Une bombe JDAM, pour Joint Direct Attack Munition est une bombe guidée par GPS produite par Boeing.

## Caractéristiques
La JDAM n'est pas véritablement une nouvelle arme, mais constitue une amélioration des bombes existantes. Grâce à son guidage par centrale à inertie et GPS, il leur procure un surcroît de précision, notamment lorsque les conditions météorologiques réduisent l'efficacité du guidage par laser. Les variantes de 226, 453 et 906 kg sont respectivement désignées GBU-38, 32 et 31.
Les premières générations de JDAM peuvent être larguées à 24 km de leur cible avec l'ajout d'ailes, un propulseur à poudre permet d'accroître leur portée de plusieurs dizaines de km. Leur coût unitaire est de 56 000 dollars américains[Quand ?].
En 2023, l'emploi de JDAM pour emporter une mine navale Mk64 de 906 kg est validé sous le nom de  Joint Direct Attack Munition (JDAM) QuickStrike Extended Range (QS-ER) 

## Historique
Les premières livraisons ont débuté en mai 1998.
De telles bombes ont été utilisées par les Forces armées des États-Unis pour la première fois durant la guerre du Kosovo en 1999 et en Afghanistan en 2001.
Elles sont depuis une partie importante de l'armement air-sol des forces aériennes occidentales.
La technologie est depuis la fin des années 2010 utilisée pour des mines navales larguées par avions telle la mine Quickstrike 64-ER.
À la suite de l'invasion de l'Ukraine par la Russie de 2022, les Forces armées ukrainiennes reçoivent courant février 2023 un nombre et un type de JDAM non communiqués par les États-Unis. L'aviation ukrainienne a dû procéder à l'adaptation de ces bombes afin de les larguer depuis ses propres appareils. Un premier tir aurait été ainsi effectué le 6 mars 2023 contre des positions russes. Une autre bombe détruit en novembre 2023 un brouilleur de signal GPS russe « Pole-21 » installé dans l'oblast de Zaporijjia.

## Utilisateurs
- Australie : version JDAM-ER[6]
- Belgique[7]
- Canada[8]
- États-Unis

Carte des utilisateurs de JDAM en bleu.

- Singapour : vente approuvée en 2023[9]
- Ukraine : version JDAM-ER en quantité non précisée donnée par les États-Unis.